# Едуард Левен
Едуард Левен (нім. Eduard Löwen, нім. вимова: [ˈeːdu̯aɐ̯t ˈløːvn̩];, нар. 28 січня 1997, Ідар-Оберштайн) — німецький футболіст, захисник, півзахисник клубу «Герта».

## Клубна кар'єра
Народився 28 січня 1997 року в місті Ідар-Оберштайн в родині російських німців. Його батьки, Ірина та Андрій, переїхали до Німеччини з Сибіру в 1995 році. За словами агента Миколи Гідо, Левен має німецьке та російське громадянства .
Починав займатися футболом у школі «Хоттенбах». У 2008 році перейшов в академію «Кайзерслаутерна», де займався до 2015 року. Сезон 2015/16 провів з клубом «Саарбрюккен», де виступав за юнацьку команду, а також залучався на матчі основної команди у Регіоналлізі, але на поле не виходив.
Влітку 2016 року підписав контракт з клубом «Нюрнберг», але спочатку грав тільки за фарм-клуб «Нюрнберга» в Регіоналлізі. 12 березня 2017 року дебютував за основну команду, вийшовши у стартовому складі на матч 24 туру Другої Бундесліги проти «Армінія» (1:0), в якому був замінений на 74-й хвилині. У січні 2018 року в російських ЗМІ став активно обговорюватися можливий трансфер гравця в московський «Спартак» і подальша зміна «футбольного громадянства» на російське, але перехід не відбувся. За підсумками сезону 2017/18 «Нюрнберг» посів друге місце в лізі і вийшов в Бундеслігу.
Після того, як півзахисник не зміг допомогти клубу зберегти прописку в еліті у сезоні 2018/19, Левен приєднався влітку 2019 року до столичної «Герти».

## Виступи за збірні
З 2017 року залучався до матчів молодіжної збірної Німеччини, у її складі поїхав на молодіжний чемпіонат Європи 2019 року в Італії.

## Статистика виступів

### Статистика клубних виступів
| Сезон                | Команда              | Чемпіонат            | Чемпіонат | Чемпіонат | Національний кубок | Національний кубок | Національний кубок | Континентальні кубки | Континентальні кубки | Континентальні кубки | Інші змагання | Інші змагання | Інші змагання | Усього | Усього | Усього |
| Сезон                | Команда              | Ліга                 | Ігор      | Голів     | Ліга               | Ігор               | Голів              | Ліга                 | Ігор                 | Голів                | Ліга          | Ігор          | Голів         | Ігор   | Голів  |        |
| -------------------- | -------------------- | -------------------- | --------- | --------- | ------------------ | ------------------ | ------------------ | -------------------- | -------------------- | -------------------- | ------------- | ------------- | ------------- | ------ | ------ | ------ |
| 2016–17              | «Нюрнберг» II        | РЛ                   | 14        | 0         | -                  | -                  | -                  | -                    | -                    | -                    | -             | -             | -             | 14     | 0      |        |
| 2016–17              | «Нюрнберг»           | 2БЛ                  | 11        | 0         | КН                 | -                  | -                  | -                    | -                    | -                    | -             | -             | -             | 11     | 0      |        |
| 2017–18              | «Нюрнберг»           | 2БЛ                  | 25        | 4         | КН                 | 3                  | 0                  | -                    | -                    | -                    | -             | -             | -             | 28     | 4      |        |
| Усього за «Нюрнберг» | Усього за «Нюрнберг» | Усього за «Нюрнберг» | 36        | 4         |                    | 3                  | 0                  |                      | -                    | -                    |               | -             | -             | 39     | 4      |        |
| Усього за кар'єру    | Усього за кар'єру    | Усього за кар'єру    | 50        | 4         |                    | 3                  | 0                  |                      | -                    | -                    |               | -             | -             | 53     | 4      |        |